# Nnamdi Azikiwe International Airport
Nnamdi Azikiwe International Airport is een internationale luchthaven vlak bij Abuja, Nigeria.
In 2017 maakten 3.462.830 mensen gebruik van de luchthaven. De luchthaven is sinds 13 november 2006 eigendom van Abuja Gateway Consortium.

## Passagiers
| Jaar | Passagiers | Groei         |
| ---- | ---------- | ------------- |
| 2002 | 1.441.734  | geen gegevens |
| 2003 | 1.742.271  | 20,8%         |
| 2004 | 2.194.512  | 26%           |
| 2005 | 2.126.645  | -3,1%         |
| 2006 | 2.011.320  | -5,4%         |
| 2007 | 2.200.000  | 8,2%          |
| 2008 | 2.746.359  | 17,4%         |
| 2009 | 3.196.438  | 16,4%         |
| 2010 | 3.922.547  | 22,7%         |
| 2011 | 4.216.147  | 7,5%          |
| 2012 | 3.679.224  | -12,7%        |
| 2013 | 3.945897   | 7,2%          |
| 2014 | 4.169.676  | 5,7%          |
| 2015 | 4.341.637  | 4,1%          |
| 2017 | 3.462.830  | -             |

## Toekomstplannen
De eigenaar Abuja Gateway gaat verschillende faciliteiten aanleggen om en nabij de luchthaven. Er komen meer parkeerplaatsen, een groot hotel en een winkelcentrum.
Het vliegveld plande ook een uitbreiding waarbij men in plaats van een enkele start- en landingsbaan zou groeien tot twee banen.  Men hoopte deze werken in december 2009 aan te vatten. De werken waren gegund aan de Julius Berger Construction Company voor 423 miljoen Amerikaanse dollar maar werden uiteindelijk opgeschort wegens de hoge kost.  Het gevolg van de enkele landingsbaan was dat bij een hoogdringende herstelling van de enige baan de luchthaven van begin maart tot half april 2017 gesloten moest worden.